# Torkskåp

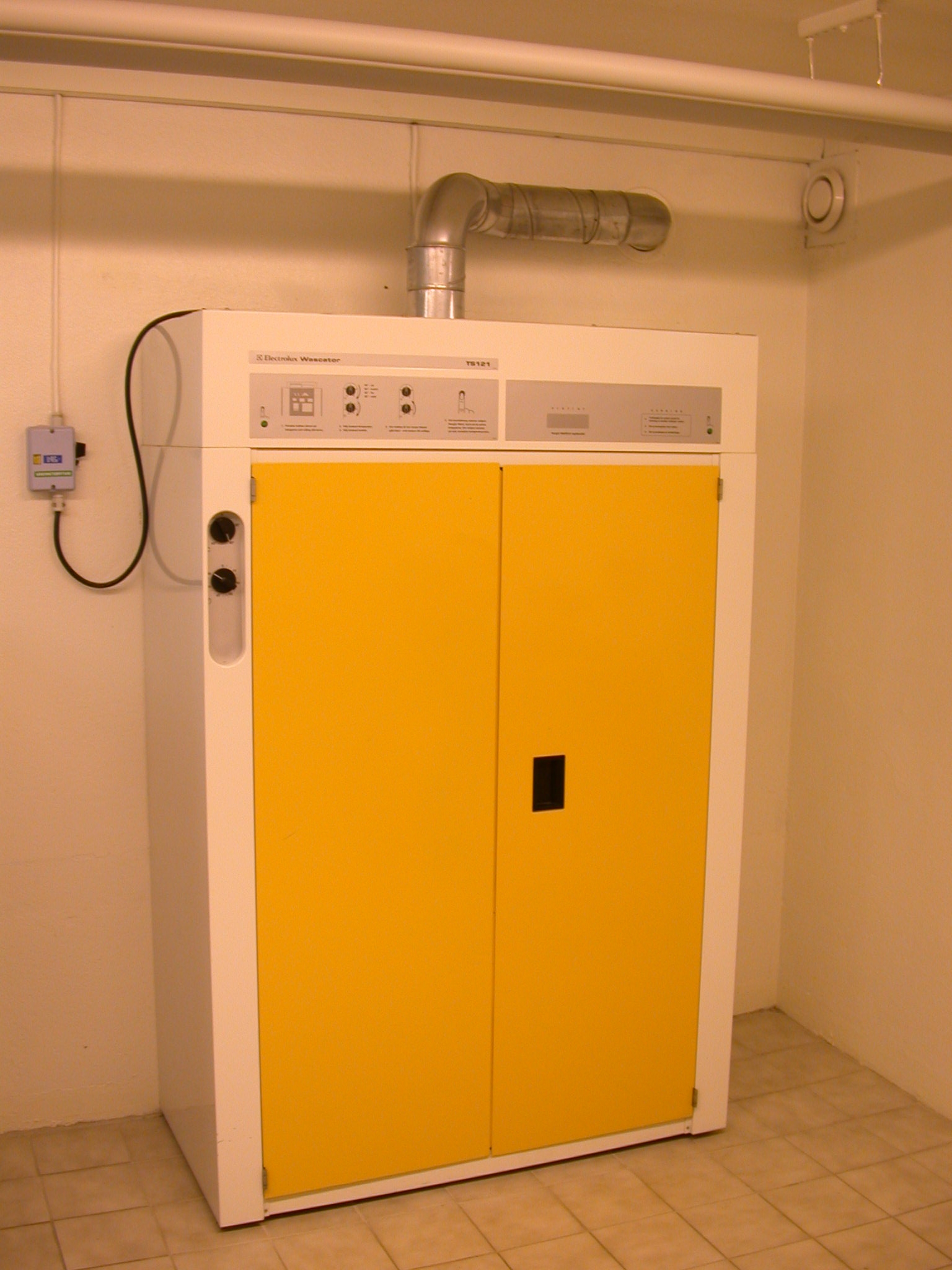
Torkskåp

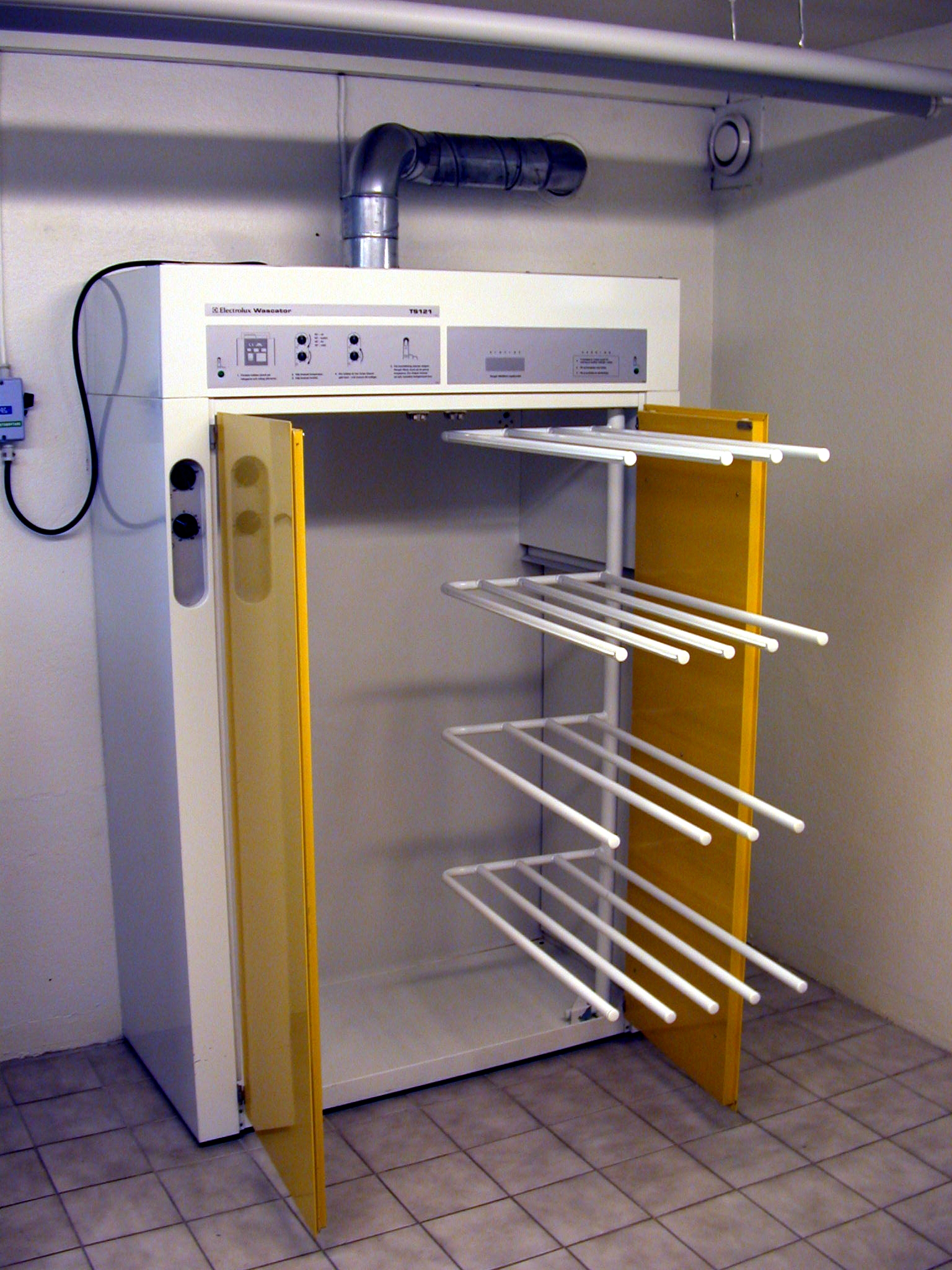
Torkskåp, öppet

Torkskåp är ett skåp med automatisk torkning – i första hand av tvätt. I vissa fall torkas även andra saker, och i bland annat Finland finns en tradition med torkskåp för disk.

## Klädtorkskåp
Det finns huvudsakligen två olika torkmetoder. Traditionella torkskåp torkar genom att tillföra värme. Ett annat, mer energisnålt sätt är genom avfuktning, så kallade kondenstorkskåp. I ett torkskåp kan man torka såväl nytvättade plagg som ytterplagg. Torkskåp används i skolor och förskolor för att torka ytterkläder, skor/stövlar, mössor, halsdukar och vantar efter barnens utomhusvistelse. Torkskåp finns i många tvättstugor, både i hyreshus och privata bostäder.
Energimyndigheten har gjort tester på energiförbrukning hos torkskåp och har funnit att torkskåp drar lika mycket el idag som för 30 år sedan. Nya torkskåp drar lika mycket el som äldre. En förklaring till detta kan vara att torkskåpen inte har någon energimärkning som drivit på utvecklingen mot effektivare torkskåp.
Det finns numera energisnåla alternativ till värmetorkskåp på marknaden. 